# 尿胆素
尿胆素（Urobilin）也称为尿色素（urochrome） 是一种化学物质，它是尿液呈黄色的主要原因。它是一种线性的的吡咯类化合物，和另一种类似化合物尿胆原一样，都是血红素的吡咯类代谢中间产物。

## 代谢
尿胆素在血红素代谢过程中产生。血红素首先转化为胆绿素，之后转化为胆红素。胆红素被分泌到胆汁中，被大肠内的微生物代谢为尿胆原。部分尿胆原留在大肠中，转换为粪胆素，使粪便呈棕色。部分尿胆原被重吸收进入血液，在血液中氧化为尿胆素，由肾脏排出，使尿液呈黄色。

## 重要性
许多尿液检查（尿液分析）都会检测尿液中的尿胆素含量，尿胆素水平可反映泌尿道功能。尿液一般呈淡黄色或无色。水分摄入不足，例如睡眠或脱水时，尿液中的水分减少，因此尿胆素浓度升高，尿液颜色更深。阻塞性黄疸时，胆汁的胆红素分泌减少，胆红素直接经血液由肾脏排出，尿液颜色更深，但尿胆素浓度不高，无尿胆原，粪便常苍白。深色尿液的原因也可能是其他化学物质，例如许多口服药物，卟啉症产生的卟啉，尿黑酸尿症患者的尿黑酸。